# Halbtrockenrasen am Gaisberg

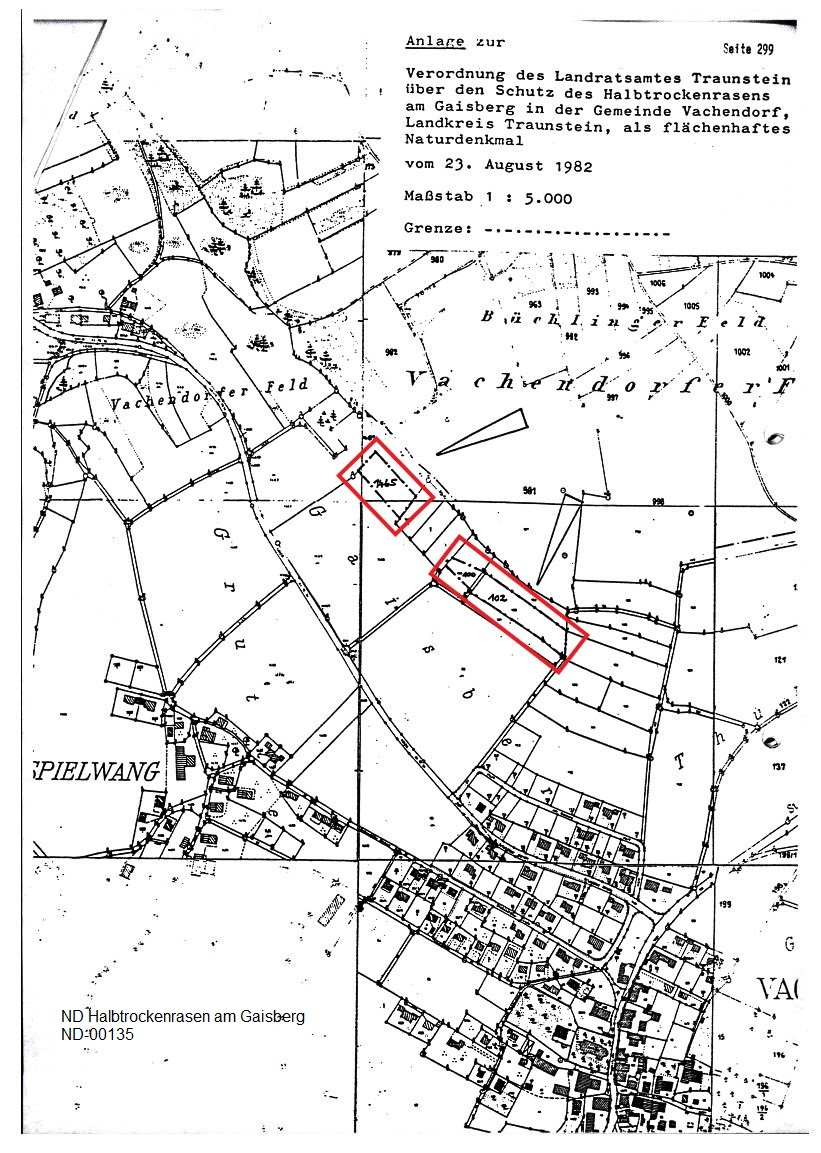
Lageplan Amtsblatt

Der Halbtrockenrasen am Gaisberg in der Gemeinde Vachendorf im Landkreis Traunstein wurde 1982 als flächenhaftes Naturdenkmal unter Schutz gestellt. 
Das Bayerische Landesamt für Umwelt (LfU) listet ihn unter der Nummer ND-00135.

## Schutzzweck
Der Halbtrockenrasen ist als flächenhaftes Naturdenkmal zu schützen, da es sich um die beste im Inn-Chiemsee-Hügelland noch erhalten gebliebene Trockenrasenvegetation handelt und ihre Erhaltung wegen ihrer hervorragenden Schönheit und Seltenheit, ihrer ökologischen, wissenschaftlichen, nutzungsgeschichtlichen, floristischen und faunistischen Bedeutung im öffentlichen Interesse liegt.